# Leon Bondy

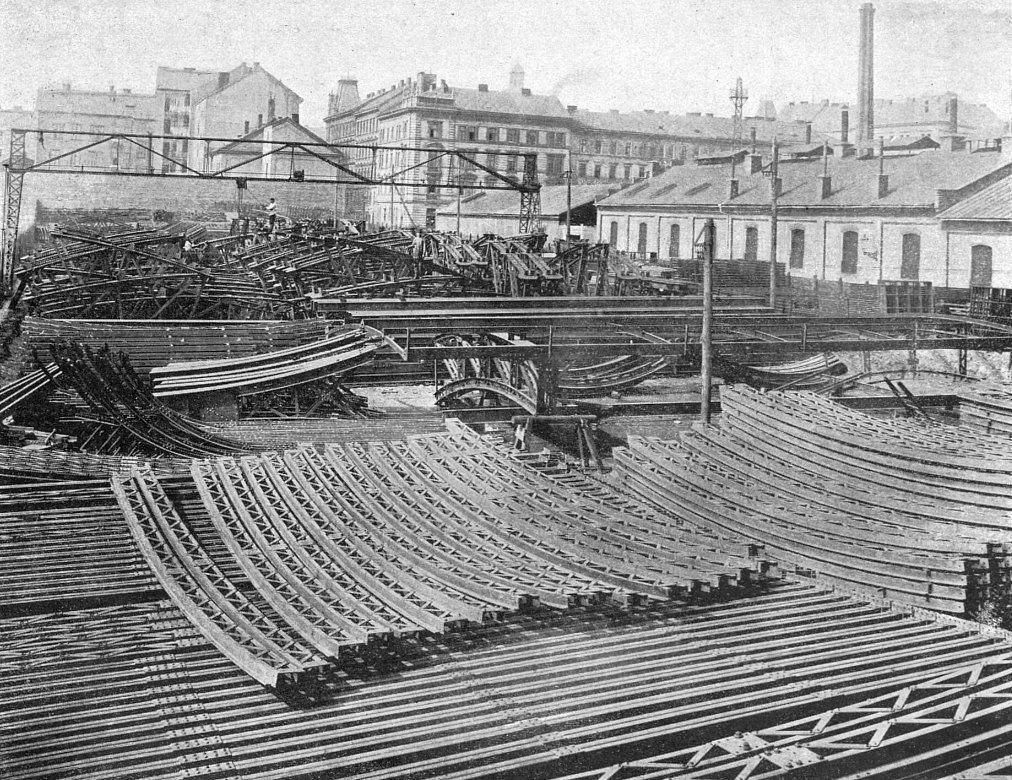
Ocelové polotovary pro stavbu nádraží Fr. Josefa, sklad v Bubnech (1905)

Leon Bondy, též Leon Gottlieb Bondy (26. července 1860 Praha – 12. října 1923 Praha) byl český podnikatel, činitel Obchodní a živnostenské komory.

## Biografie
Narodil se jako druhorozený syn do pražské židovské rodiny. Jeho otec Bohumil Bondy (*1832) byl majitel železářské firmy a obchodník s železářskými výrobky, matkou byla Simonetta, rozená Wienerová (*1829). Leon vystudoval strojnictví na ČVUT v Praze a hutnictví na Vysoké škole báňské ve štýrském Leobenu. Po ukončení studií v letech 1885–1887 tři roky cestoval po Evropě a Americe.

### Rodina a sídla
S manželkou Marií, rozenou Krulišovou, vychovávali tři syny, Vladimíra (*1892), Karla (*1894) a automobilového závodníka Miloše Ottu (*1895). Bydleli v Praze, jednak na Příkopech v klasicistním paláci čp. 853/II U Černé růže, který pro dvougenerační rodinu v letech 1884–1886 dal adaptovat otec Bohumil Bondy, a vybavil jej dodnes dochovanými mřížemi a zábradlím z vlastní továrny a novorenesančními intarziemi a řezbami podle návrhu Josefa Fanty v interiérech prvního patra. Činžovní  obytný a kancelářský dvojdům čp. 1933/II a 1934/II Na Poříčí 36–38 postavila firma František Heberle a syn v letech 1893–1894, železnými vraty a mřížemi domy vybavila Bondyho firma  Roku 1919 Leon zakoupil ve Slapech zámek, který dal zbořit a na jeho místě si postavil rodinné sídlo. Druhé pražské sídlo měli Bondyovi v Bubenči ve vile Na Zátorce (nyní Romaina Rollanda 392/4, v majetku Ruské federace), kde Leon zemřel náhle, na infarkt. Je pohřben v rodinné hrobce na Novém židovském hřbitově v Praze-Žižkově. Část rodiny počátkem 2. světové války emigrovala, přeživší se v Praze po 2. světové válce dali přejmenovat.

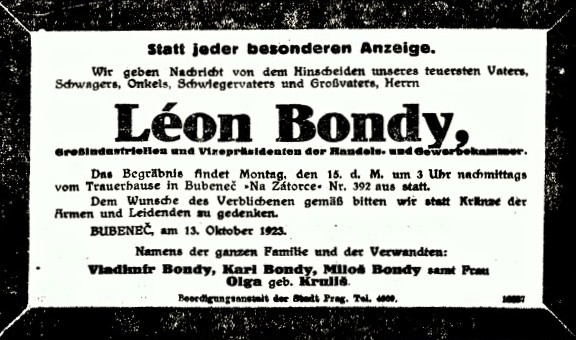
Oznámení o úmrtí Leona Bondyho v dobovém tisku 1923

## Veřejný činitel
V roce 1898 spoluzaložil Českou průmyslovou banku, přátelil se pravicovými politiky, například s Karlem Kramářem. Publikoval národohospodářské stati pod pseudonymem V. Železný. Roku 1902 vstoupil do Obchodní a živnostenské komory v Praze, od roku 1903 byl zvolen jejím prozatímním předsedou, v letech 1910–1923 viceprezidentem pražské pobočky Obchodní a živnostenské komory, kde posiloval český element. Od roku 1908 byl členem správní rady Rakouského Lloydu, jehož lodi přepravovaly Bondyho výrobky z Terstu do Bosny. Byl i předsedou československé Vývozní a dovozní komise (1920).

## Firma L. G. Bondy a Ferra
Roku 1887 spolu s bratrem Ottou (1876-1927) převzal od otce Bohumila Bondyho (1832-1907) rodinnou železárnu, protože ten se věnoval politice. Železárnu (původně jako válcovna vyrábějící dráty a železné tyče) rozšířili a k ní připojili i mostárnu S. Bondy. Sloučený podnik přejmenovali na Továrnu L. G. Bondyho (po dědečkovi, Lazar Gabriel Bondy), v místech dnešní budovy Elektrických podniků v Holešovicích. Patřila k největším dodavatelům oceli a ocelových konstrukcí v Rakousko-Uhersku a později i v Československu. V letech 1905–1906 tato společnost dodala např. ocelové polotovary a provedla vlastní stavbu příjezdové haly nádraží Fr. Josefa v Praze.
Firma sídlila jednak v areálu Bubenského nábřeží, po jeho úpravě pak v Bubenské ulici čp. 392 v Holešovicích-Bubnech, a dále expandovala do Bosny, kde se ve výrobní pobočce v Zenici firma specializovala na železniční kolejnice a ocelové mostní konstrukce. Vyráběla dále traverzy, strojní díly, pohonné mechanismy, železniční podvozky, taženou tyčovinu a další sortiment. V letech 1900–1918 ji vedl spolu s bratrem, po převratu v roku 1918 ji v roce 1919 přeměnili v akciovou společnost Ferra. Majiteli akcií byly později největší hutní společnosti, jejichž výrobky distribuovala a. s. Ferra do celé Evropy.

## Podporovatel a sběratel uměleckých řemesel
Leon zdědil po otci sbírku uměleckořemeslných památek (zejména kovářských prací, železné litiny a zvonů), kterou významně rozšířil také o památky gotického a renesančního sochařství, zbraně, keramiku a zejména sklo. Z této sbírky od roku 1897 pravidelně daroval jednotlivé kusy do Uměleckoprůmyslového muzea v Praze, v němž byl od roku 1903 členem kuratoria. Celou sbírku roku 1923 prozíravě deponoval v muzeu. Pár železářských prací a jeden model daroval také do Národního muzea v Praze. Jádro sbírky zdědili synové a synovec Oskar, majitel cukrovaru ve Zdicích, který přesídlil do Vídně, o jeho osudu za války není nic známo.
Z titulu své funkce předsedy se Leon Bondy roku 1908 organizačně podílel na výstavě k 50. výročí vzniku Obchodní a živnostenské komory, která se s mediálním úspěchem konala v budově Lapidária na Výstavišti v Praha VII a skončila velkým finančním schodkem.